# Simonsberg
Simonsberg är en kommun och ort i Kreis Nordfriesland i förbundslandet Schleswig-Holstein i Tyskland.
Kommunen ingår i kommunalförbundet Amt Nordsee-Treene tillsammans med ytterligare 26 kommuner.